# Paulinho Piracicaba

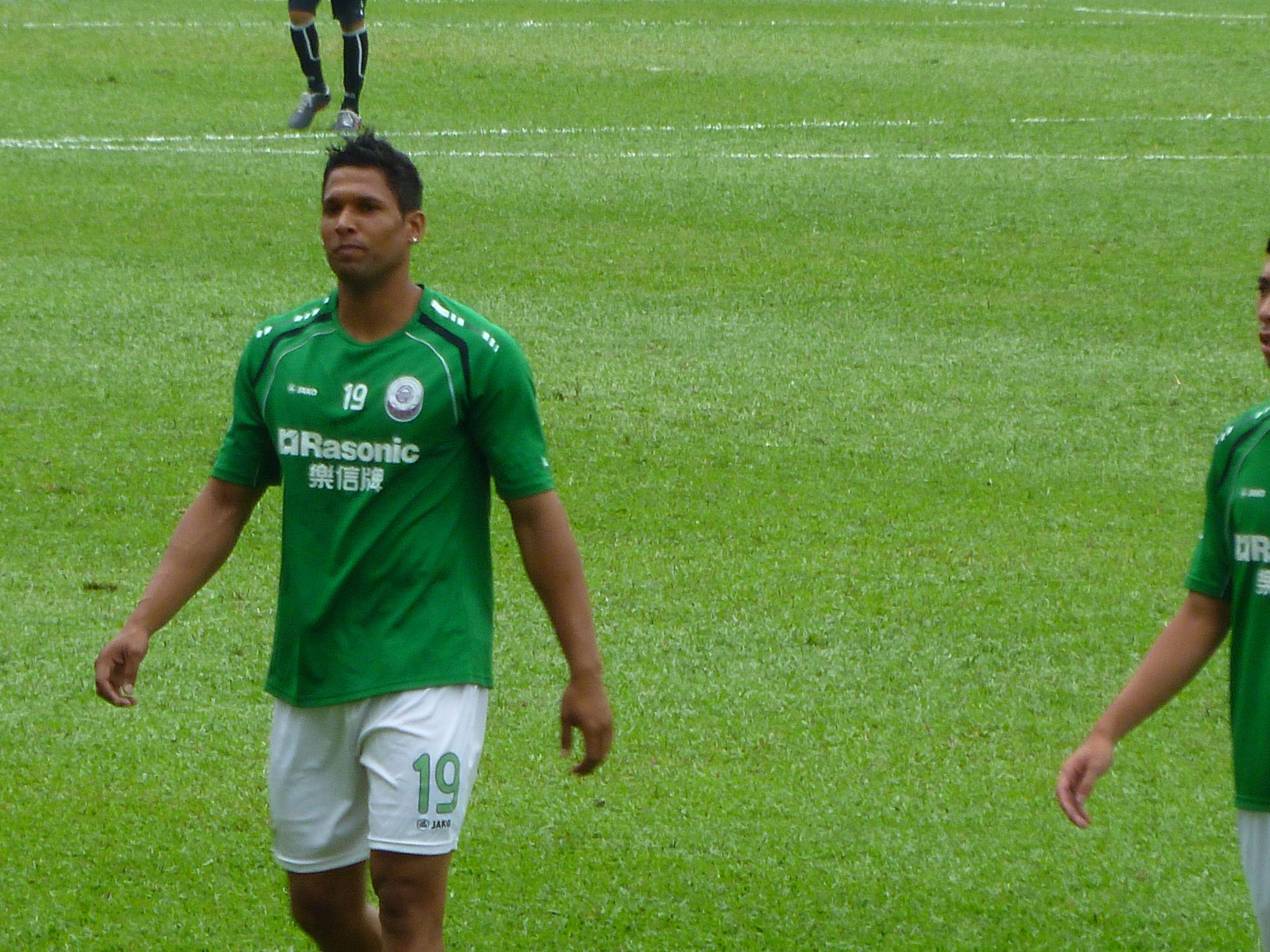
Paulinho Piracicaba

Paulo Robspierry Carreiro (Piracicaba, 16 de enero de 1983), más conocido como Paulinho Piracicaba o simplemente Paulinho es un futbolista brasileño naturalizado hongkonés que se desempeña en la posición de delantero. Actualmente juega en el club Shenzhen Ruby de la Primera Liga China, la segunda división del fútbol de China

## Selección nacional
Paulinho adquirió el pasaporte hongkonés el 31 de octubre de 2015 con lo que quedaba habilitado para jugar por la selección de Hong Kong.
Su debut internacional con Hong Kong se produjo el 7 de noviembre de 2015 en un partido amistoso contra Birmania. En ese mismo mes participó en los partidos que Hong Kong jugó frente a Maldivas y China correspondientes al grupo B de la segunda ronda de la clasificación de AFC para la Copa Mundial de Fútbol de 2018 y la Copa Asiática 2019, Paulinho marcó su primer gol en el partido contra Maldivas mediante un tiro penal.